# 9 draků
9 draků je čtrnáctým románem ze série knih s Hieronymem "Harrym" Boschem v hlavní roli a dvacátou druhou knihou (dvacátým prvním románem) amerického spisovatele Michaela Connellyho. Ve Velké Británii a Irsku byla vydána 1. října 2009, ve zbytku světa pak vyšla 13. října 2009.
Příběh románu se částečně odehrává v Hongkongu, kde žije Boschova exmanželka Eleanor Wishová s jejich dcerou Maddie. Hlavní dějová linie se točí kolem únosu Maddie, který má na svědomí čínská mafie známá jako Triáda. Bosch se domnívá, že ji unesli kvůli vyšetřování vraždy, které má on na starost v Los Angeles. Jeho hlavním podezřelým je člen Triády, který od oběti pravidelně vybíral peníze za ochranu. Bosch se proto vydává do Hongkongu aby tam svou dceru našel a zachránil. Nejzalidněnější oblastí Hongkongu je Kau-lung, což v překladu znamená "Devět draků". 

## Děj knihy
Harry Bosch stále působí na oddělení vražd a jedné poklidné noci dostane za úkol vyšetřování střelby v "drsné" části Los Angeles. Harry a jeho partner detektiv Ignacio Ferras se do vyšetřování pomalu pustí a zjistí, že při střelbě byl zavražděn Američan čínského původu přímo za pultem svého obchodu. Harryho začne případ více zajímat, když zjistí, že obchod i jeho majitele zná. Harry ujistí syna zavražděného, Roberta Li, že pachatele určitě dopadne.
Harry brzy dojde k závěru, že zřejmě nešlo o klasickou loupež, ale popravu provedenou profesionálním zabijákem z Triády. S pomocí detektiva Davida Chua z oddělení asijské kriminality se Harry zaměří na možného podezřelého. Harry brzy obdrží výhružný telefonát, aby z vyšetřování vycouval, ale nebere tyto výhrůžky v potaz a dál pokračuje ve vyšetřování. Všechno se změní, když Harry obdrží video, na němž je vidět že jeho dcera Maddie byla v Hongkongu unesena. Harry se domnívá, že únos má na svědomí Triáda, a že to souvisí s probíhajícím vyšetřováním vraždy. Okamžitě vyrazí do Hongkongu aby svou dceru zachránil s vědomím, že pokud se do 48 hodin nevrátí, podezřelý z vraždy bude propuštěn na svobodu. Kvůli časovému posunu a délce letu bude mít Harry v Hongkongu pouze 24 hodin na to, aby Maddie našel.
Během dlouhého letu do Hongkongu se Harry cítí zcela bezmocně, protože ve vzduchu nemůže nic dělat. Když dorazí na místo přidá se k němu Maddieina matka, jeho exmanželka Eleanor Wishová, a její čínský přítel. Harry má jen omezené množství stop, ale díky důkladné analýze videozáznamu zjistí, kde má přibližně pátrat. V průběhu pátrání je Eleanor zabita neznámými zloději, ale Harry a její přítel dál pokračují v hledání Maddie, protože zdržení by mohlo vést k její smrti nebo odeslání do otroctví. Harrymu se podaří na poslední chvíli ji zachránit a vezme ji s sebou domů. Brzy poté vyšle čínská vláda do Los Angeles policejní důstojníky, kteří mají za úkol vyjednat Harryho vydání kvůli stíhání za porušení čínských zákonů, kterého se dopustil při pátrání po své dceři. Harryho nevlastní bratr Mickey Haller, který je právníkem, však Číňany přiměje k tomu, aby od svého záměru upustili. Harry a Chu na základě forenzních důkazů dojdou k závěru, že Maddiein únos a jejich vyšetřování vraždy spolu vůbec nesouvisí. Místo toho důkazy ukazují na syna oběti, Roberta Li, a jeho nejlepšího kamaráda Eugena Lama.
Bosch a Chu zatknou Lama a Ferrase pověří sledováním Roberta Li. Lam jim prozradí, že celou vraždu naplánovala dcera oběti Mia Liová, aby se zbavila břemene, které pro ni její rodiče představovali. S nápadem zamaskovat vraždu tak aby připomínala práci Triády přišel Robert. Bosch a Chu o tom informují Ferrase a ten se rozhodne Roberta Li zatknout sám na důkaz vzdoru proti tomu, jak s ním Bosch jedná. Během zatýkání jej však Mia zabije a následně spáchá sebevraždu. Po Ferrasově pohřbu se Maddie přizná, že "únos" měl původně proběhnout jen jako a že tím chtěla donutit svou matku, aby jí dovolila přestěhovat se k Harrymu. Celou akci naplánovala se svým čínským kamarádem s přezdívkou Quick. Když se však Quickovi naskytla příležitost zapojit do toho Triádu, přeměnil celou akci v opravdový únos. Maddie si tak dává za vinu všechna úmrtí, která následovala. Harry se pokusí utěšit ji a slíbí jí, že se společně pokusí své chyby napravit.

## Postavy vystupující v knize
- Ignacio Ferras – Boschův současný partner
- Eleanor Wishová – Bývalá agentka FBI a Boschova bývalá manželka
- Madeline "Maddie" Boschová – Boschova dcera
- Mickey Haller – Právní obhájce a Boschův nevlastní bratr
- Carmen Hinojosová – Psycholožka losangeleského policejního sboru
- Jack McEvoy a soudkyně Judith Champagneová - v knize jsou pouze zmíněni a v ději se přímo neobjeví

## Další postavy
- David Chu – Policejní detektiv z jednotky asijských zložinů, dříve známé jako Oddělení asijských gangů
- Sun Yee – Současný milenec Eleanor Wishové, který pracuje jako ochranka v kasínu, a představuje Boschova nečekaného partnera v Hongkongu
- John Li – Majitel obchodu Fortune Liquors
- Robert Li – Syn Johna Li a vedoucí obchodu Fortune Fine Foods and Liquor
- Mia Liová – Dcera Johna Li
- Bo-Jing Chang – Výběrčí výpalného z Triády
- Larry Gandle – Poručík losangeleského policejního sboru a Boschův nadřízený
- Peng "Quick" Qingcai – Starší bratr Madelininy kamarádky
- Eugene Lam – Asistent vedoucího v obchodě Fortune Fine Foods and Liquor